# يانغ جيان
يانغ جيان (بالصينية: Yang Jian) (4 أكتوبر 1988 في الصين - ) هو لاعب كرة قدم صيني في مركز الوسط. شارك مع منتخب الصين تحت 17 سنة لكرة القدم. أما مع النوادي، فقد لعب مع نادي شنجن وGuizhou F.C. ‏ وShaanxi Wuzhou F.C. ‏ وShenzhen Fengpeng F.C. ‏.

## وصلات خارجية
- يانغ جيان على موقع قاعدة بيانات كرة القدم.إي يو (الإنجليزية)
- يانغ جيان على موقع عالم كرة القدم.نت (الإنجليزية)